# Гоупвелл (Іллінойс)
Гоупвелл (англ. Hopewell) — селище (англ. village) в США, в окрузі Маршалл штату Іллінойс. Населення — 421 особа (2020).

## Географія
Гоупвелл розташований за координатами 40°59′3″ пн. ш. 89°27′26″ зх. д. / 40.98417° пн. ш. 89.45722° зх. д. (40.984237, -89.457123).  За даними Бюро перепису населення США в 2010 році селище мало площу 2,94 км², уся площа — суходіл.

## Демографія
Згідно з переписом 2010 року, у селищі мешкало 410 осіб у 157 домогосподарствах у складі 137 родин. Густота населення становила 139 осіб/км².  Було 162 помешкання (55/км²).
Расовий склад населення:
| - 97,6 % — білих - 1,5 % — чорних або афроамериканців - 0,2 % — азіатів |

До двох чи більше рас належало 0,7 %. Частка іспаномовних становила 2,0 % від усіх жителів.
За віковим діапазоном населення розподілялося таким чином: 20,7 % — особи молодші 18 років, 69,1 % — особи у віці 18—64 років, 10,2 % — особи у віці 65 років та старші. Медіана віку мешканця становила 46,2 року. На 100 осіб жіночої статі у селищі припадало 106,0 чоловіків;  на 100 жінок у віці від 18 років та старших — 109,7 чоловіків також старших 18 років.
Середній дохід на одне домашнє господарство  становив 96 156 доларів США (медіана — 76 094), а середній дохід на одну сім'ю — 102 704 долари (медіана — 85 313). Медіана доходів становила 66 000 доларів для чоловіків та 45 357 доларів для жінок. За межею бідності перебувало 3,5 % осіб, у тому числі 4,5 % дітей у віці до 18 років та 1,9 % осіб у віці 65 років та старших.
Цивільне працевлаштоване населення становило 230 осіб. Основні галузі зайнятості: виробництво — 27,4 %, освіта, охорона здоров'я та соціальна допомога — 20,0 %, науковці, спеціалісти, менеджери — 13,0 %, фінанси, страхування та нерухомість — 7,0 %.